# Stasina maculifera
Stasina maculifera är en spindelart som beskrevs av Wilhelm Dönitz och Embrik Strand 1906. Stasina maculifera ingår i släktet Stasina och familjen jättekrabbspindlar. Inga underarter finns listade i Catalogue of Life.